# Wendelin Foerster
Wendelin Foerster (født 10. februar 1844 i Wildschütz ved Trautenau, død 18. maj 1915) var en tysk romanist.
Foerster studerede først teologi i Königgrätz (1861—65), derefter klassisk filologi i Wien (1865—67) og endelig romansk filologi, som han dyrkede resten af sit liv, og til hvis udvikling han har bidraget meget. Efter en studierejse i Frankrig og Italien blev han 1874 ansat ved det tyske universitet i Prag, hvorfra han 1876 kaldtes til Bonn, hvor han blev Diez' efterfølger som professor i romansk filologi. Han virkede her til 1908. Foerster har behandlet vigtige spørgsmål i de romanske sprogs historie, men han har dog særlig virket som udgiver og tekstkritiker. Han har givet mønsterværdige udgaver af en lang række ældre italienske, catalanske, spanske og franske tekster og desuden grundlagt og ledet Altfranzösische Bibliothek og Romanische Bibliothek. Hans hovedværk er udgaven af Chrétien de Troyes' samlede værker.